# Parc national de Kahuzi-Biega

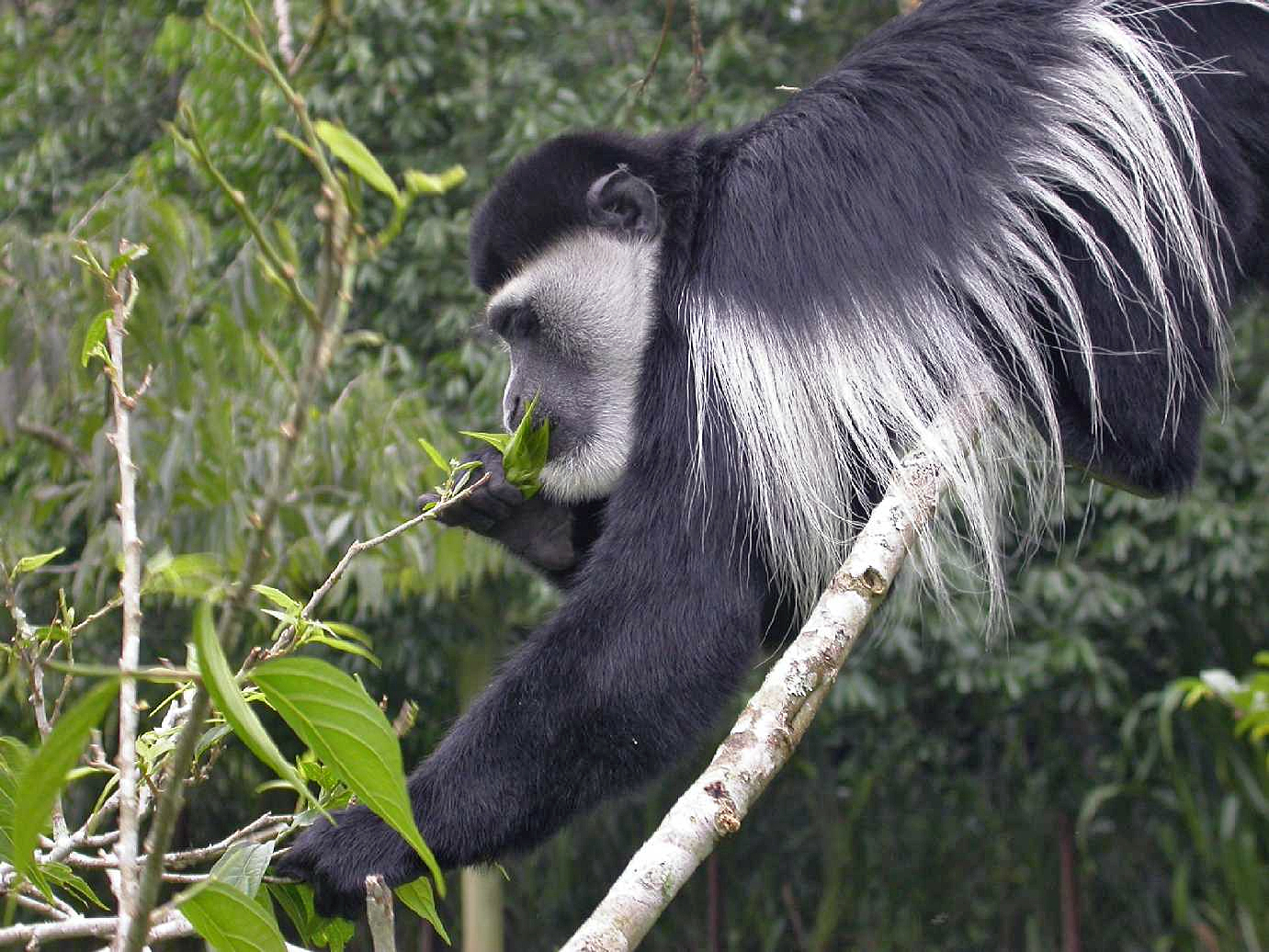
Colobus guereza

Le parc national de Kahuzi-Biega est un parc national de la république démocratique du Congo, situé à l'ouest du lac Kivu près de Bukavu, principalement dans la province du Sud-Kivu mais aussi au Nord-Kivu et au Maniema avec sa partie septentrionale.
Le parc est couvert d'une vaste étendue de forêt tropicale primaire et est dominé par deux volcans éteints, le Kahuzi et le Biega. Entre 2 100 et 2 400 m d'altitude, vit l'une des dernières populations de gorilles de montagne.
Le parc a été créé en 1970 par Adrien Deschryver. 
Le site fait partie de la liste du patrimoine mondial de l'UNESCO depuis 1980.
Très accessible car traversé par la route Bukavu-Kisangani, ce parc a une faune et une flore très riches, très diversifiées et très exceptionnelles. Il est caractérisé par diverses zones végétales variables selon l'altitude dont la forêt de montagne, la forêt de bambous, les zones sub-alpine et alpine, des marais, des tourbières, des rivières, etc. On y trouve très particulièrement plusieurs espèces des mammifères dont les gorilles de plaines de l'Est en avant plan, et les éléphants.
Après la deuxième guerre du Congo, le parc a été inscrit sur la liste du patrimoine mondial en péril en 1997. En 2005, on estimait que la population des gorilles des montagnes ne comptaient plus qu'une centaine d'individus.

## Géographie
Le parc est situé à l'ouest de la ville de Bukavu dans la province du Sud Kivu et couvre une superficie de 6 000 km2. Une petite partie du parc se trouve dans la chaîne de montagne de Mitumba du Rift d'Albertine dans la grande vallée du Rift, et la plus grande partie est en terrain de basse altitude.
Un couloir de 7,4 kilomètres (4,6 mi) de largeur s'ajoute au terrain montagneux et à la plaine. La partie orientale du parc est la plus petite région montagneuse de 600 kilomètres carrés (230 pieds carrés) ; la plus grande partie mesure 5 400 kilomètres carrés (2 100 pieds carrés) et se compose principalement de plaines s'étendant de Bukavu à Kisangani, drainées par les rivières Luka et Lugulu qui s'écoulent dans la rivière Lualaba. Deux volcans dormants sont situés dans les limites du parc, desquels ce dernier emprête les noms : Kahuzi (3 308 mètres) et Biéga (2 790 mètres).

## Faune

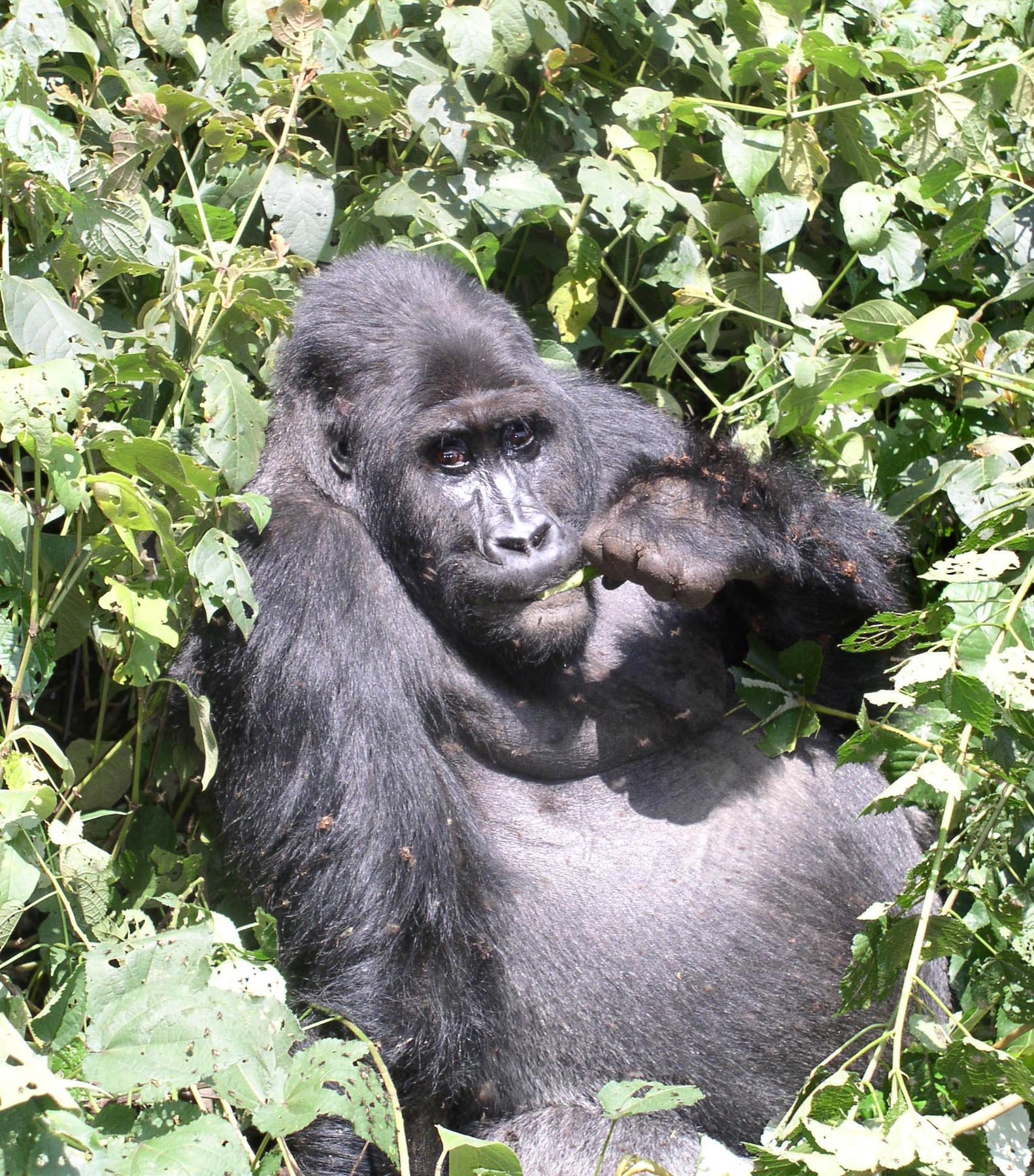
Gorille des plaines de l'Est dans le parc national de Kahuzi-Biega

Sur les 136 espèces de mammifères identifiées dans le parc, le gorille de plaine de l'Est est le plus dominant. Selon un rapport de la république démocratique du Congo de 2008, le parc national de Kahuzi-Biega compte 125 gorilles des plaines, une réduction marquée par rapport à 600 gorilles de la période de conflit d'avant 1990 et, par conséquent, l'espèce a été répertoriée dans la liste en voie de disparition. Le parc est le dernier refuge de cette espèce rare. Selon l'enquête de recensement sur les gorilles des plaines de l'est déclarée par la Wildlife Conservation Society en avril 2011, au moins 181 gorilles ont été enregistrés dans le parc.
D'autres primates sont les chimpanzés de l'Est, Cercopithecinae, Colobinae et singe à la chouette. Dans la liste des mammifères on compte l'éléphant de brousse, le buffle, hylochere et bongo, civet aquatique, galago aiguille à l'aile orientale, chauve-souris en fer à cheval de Maclaud, moelleux moins rudes de Ruwenzori et écureuil de brousse d'Alexandre.
- Gorille des plaines de l'est (Gorilla beringei graueri)
- chimpanzé (Pan trogodytes),
- cercopithèque à face de hibou (Cercopithecus hamlyni)
- singe blanc et noir (Colobus guereza),
- colobe rouge (Colobus badius)
- éléphant (Loxodonta africana cyclotis)
- buffle (Syncerus caffer)
- hylochère (Hylochoerus meinertzhageni),
- oiseau soleil de Rockefeller (Nectarinia rockefeller)
- grand bec vert africain (Pseudocalyptomena graweri)
- chanteur des marais (Bradypterus graweri).

## Conservation
En 1964 et 1965, la région du parc, bien que déjà partiellement protégée dans les textes, était fortement menacée par la déforestation pour l'usage agricole et par la sur-chasse. Les populations de gorilles, chassées de façon systématique par les populations Pygmées étaient à un niveau critique. Sous l'impulsion d'Adrien Deschryver, la création du parc permis de sauver l'espèce et de restaurer la population à un niveau stable.
Le parc, sous la direction de l'Institut congolais pour la conservation de la nature, dispose d'une structure de gestion et de surveillance de base. Cependant, l'expansion du parc en 1975, qui comprenait des terres humides habitées, a entraîné des évacuations forcées avec environ 13 000 personnes de la communauté tribale de Shi, Tembo et Rega touchées et refusant de partir. La coopération des communautés locales et l'emploi des populations Twa pour faire respecter la protection des parcs a été poursuivie par les autorités du parc. En 1999, un plan a été élaboré pour protéger les populations et les ressources du parc.

## Populations locales
Le parc est actuellement occupé par des populations de réfugiés, et de prospecteurs d'or et de coltan.